# Margem para Dúvidas
Margem para Dúvidas é um livro de poesia escrito por Viriato Teles e publicado pela editora Estante em 1998. Reúne os principais textos poéticos do autor até essa data, alguns dos quais haviam sido publicados anteriormente nos folhetos Três Olhares Sobre Manágua (1985) e Primeiros Passos (1994), bem como em algumas revistas e jornais literários. Obteve o Leme da Literatura do ano de 1999 atribuído pela Associação Cultural Os Ílhavos.